# EUFOR RCA

Logo da EUFOR RCA.

Força da União Europeia na República Centro-Africana, comumente referida como EUFOR RCA, foi uma missão de paz da União Europeia mandatada pelas Nações Unidas em Bangui, capital da República Centro-Africana. O objetivo da missão era estabilizar a área após mais de um ano de conflito armado. O acordo sobre a missão foi alcançado em janeiro de 2014 e as primeiras operações começaram no final de abril. A missão encerrou seu mandato após quase um ano em 15 de março de 2015. 